# Štěpán Matěj
Štěpán Matěj (Praga, 16 maggio 1901 – 20 aprile 1974) è stato un calciatore cecoslovacco, di ruolo attaccante.

## Carriera

### Nazionale
Il 28 giugno 1922 debutta contro la Jugoslavia (4-3).

## Palmarès

### Club

#### Competizioni nazionali
- Campionato cecoslovacco: 1

Viktoria Zizkov: 1927-1928